# NGC 6228
NGC 6228 (другие обозначения — UGC 10558, MCG 4-40-1, ZWG 139.3, VV 791, VV 846, IRAS16460+2617, PGC 59007) — спиральная галактика (Sb) в созвездии Геркулес.
Этот объект входит в число перечисленных в оригинальной редакции «Нового общего каталога».